# Ницетий (герцог)
Ницетий (Никетий; лат. Nicetius, фр. Nicetas) — граф Клермона, герцог Оверни и ректор Прованса в конце VI века.

## Биография
Основным историческим источником о герцоге Ницетии является «История франков» Григория Турского.
Наиболее раннее свидетельство о Ницетии относится к 584 году, когда он отправил подарки королю Австразии Хильдеберту II, чтобы получить в управление земли на юге Франкского государства. В результате под его управление были переданы города Родез, Клермон и Юзес. По свидетельству Григория Турского, хотя в то время Ницетий был ещё молод, он был человеком острого ума, установившим мир в Оверни.
В 585 году Ницетий участвовал в войне с вестготами, которую вели короли Гунтрамн и Хильдеберт II. Поводом к войне стало убийство по приказу вестготского короля Леовигильда принца Герменегильда 13 апреля 585 года. Летом во главе войска овернцев он присоединился к королевской армии Хильдеберта II, которая вторглась в Септиманию и, всё опустошая на своём пути, осадила Ним. Другое войско под командованием графа Лиможа Тарентиола атаковало Каркасон, но неудачно, а сам франкский граф погиб во время осады. Осада Нима также была безуспешной: франки сняли её, разделились на несколько отрядов и стали разорять близлежавшие области, но так и не смогли захватить ни один из вестготских городов. После этого франки ушли в свои владения. Григорий Турский критикует поведение Ницетия во время этой военной компании («преступление и обман»). Бургундские военачальники 20 августа прибыли в Отён, где Гунтрамн праздновал день памяти мученика Симфориана. От гнева пришедшего в ярость из-за провала похода короля военачальники укрылись в церкви Святого Симфориана. Несмотря на реакцию Гунтрамна, король Хильдеберт II был более милостив к своим военачальникам, возложив ответственность за неудачу похода на отсутствие у его воинов религиозного рвения и дисциплины. По ходатайству Хильдеберта II король Гунтрамн также помиловал своих военачальников, взяв с них клятву в будущем строго блюсти воинскую дисциплину. Впоследствии Ницетий охранял границу между Септиманией (вестготская провинция Нарбоненсис) и находившимся под властью франкских королей «Герцогством Овернь», наблюдая за действиями вестготских военачальников: сначала Агилы, а затем Леодегизела.
После заключения в 587 году между королями Хильдебертом II и Гунтрамном Анделотского договора Ницетий был также сделан ректором Прованса (области с центром в Марселе), так как овернские земли тесно были связаны с прованскими. Вероятно, в этой должности он сменил Динамия, последнее упоминание о котором относится к 585 году. Однако, возможно, его непосредственным предшественником в Марселе был герцог Ратарий, в конце 586 или начале 587 года назначенный управляющим Прованса королём Гунтрамном, но из-за плохого управления вверенными ему землями отстранённый через несколько месяцев. Вскоре после назначения, 588 году, у Ницетия произошёл конфликт с епископом Марселя Теодором. Епископ прибыл с жалобой к Хильдеберту II, но король отказался удовлетворить просьбу прелата. По свидетельству Григория Турского, в 588 году Прованс поразила эпидемия чумы (так называемая Юстинианова чума), привезённой командой одного из кораблей. Ницетий был заменён на должности графа Клермона Эвлалием.
Сведений о дальнейшей жизни Ницетия в исторических источниках не сохранилось.